# 584 هـ
584 هـ هي سنة في التقويم الهجري امتدت مقابلةً في التقويم الميلادي بين سنتي 1188 و1189.

## مواليد
- الرشيد العطار

## وفيات
- أسامة بن منقذ
- ابن حبيش
- الحازمي